# Taenaris pedius
Taenaris pedius är en fjärilsart som beskrevs av Brooks 1944. Taenaris pedius ingår i släktet Taenaris och familjen praktfjärilar. Inga underarter finns listade i Catalogue of Life.